# 加藤正一
加藤 正一（かとう まさいち、1928年（昭和3年）10月25日 - ）は、日本の政治家。元愛知県豊田市長（3期）。

## 来歴
愛知県西加茂郡挙母町土橋（現・豊田市土橋町）に生まれる。父親は農業と大工を営んでいた。挙母尋常高等小学校（現・豊田市立童子山小学校）卒業。希望の予科練には入れず、農業の手伝いをしているときに終戦を迎える。挙母町立青年学校に入学。
土橋の区長に「役場で人が足りないから入らないか」と誘われ、学業のかわたら1947年（昭和22年）7月、挙母町役場に入所した。履歴書を持って行った翌日から農地委員会に配属された。課長以下5～6人で、地主の農地を小作人に払い下げる業務に当たった。「地主から単価いくらで買い取った覚えがない。ほとんど無償の払い下げではなかったかと思う。農地改革は旧日本軍の武装解除や一連の民主主義改革とともにGHQによる最初の大きな仕事だったが、いま思えば結構乱暴な面もあった」とのちに述懐している。
1950年（昭和25年）4月、税務課に異動。1953年（昭和28年）、愛知県で初の自治研修会が開かれ、長坂貞一助役に命じられて3か月間の研修を受けた。参加したのは県内で10人ほどで、矢野勝久教授や県庁職員からあらゆる法令を叩き込まれた。
1976年（昭和51年）2月、助役の西山孝が豊田市長に初当選。当選後、西山から助役を打診される。加藤は回顧録でこう述べている。「私はまだ40代の総務部長だったため断った。あの時受けていれば、私が市長になることはなかっただろう」
1980年（昭和55年）、助役に就任。
1987年（昭和62年）夏、西山孝は翌年の市長選を前に4選の地固めを行っていたが、前市長の佐藤保が水面下で4選阻止に向かって動いていた。同年9月半ば過ぎ、トヨタ自動車労組幹部3人が加藤の自宅を訪れ、市長選への出馬を要請。訪問者の一人は当時の労組副委員長で元県議の片桐清高だった。幹部3人は市議会最大会派の思政クラブ団長や議長、豊田商工会議所会頭の定行晃、佐藤保らと協議。その結果、10月、西山と、立候補が取り沙汰されていた初代挙母市長の渡辺釟吉の長男の渡辺晃の出馬断念が伝えられ、次期市長候補は事実上、加藤に一本化された。
1988年（昭和63年）2月、共産党新人らを破り初当選した。1996年（平成8年）、3期目の当選を果たす。1999年（平成11年）10月15日、次期市長選挙への不出馬を表明。
2001年（平成13年）3月3日、豊田市名誉市民に推挙される。同年11月3日、勲四等旭日小綬章を受章。